# Каяста
Каяста́ (исп. Cayastá) — посёлок в департаменте Гарай провинции Санта-Фе (Аргентина).

## История
В 1573 году Хуан де Гарай основал в этих местах город Санта-Фе, однако в связи с тем, что из-за постоянных разливов реки это место часто затоплялось, в 1653 году город был перенесён в другое место.
В XVIII веке в этих местах была основана католическая редукция для индейцев, которая впоследствии тоже несколько раз переносилась с места на место. Именно от этой редукции и происходит современный посёлок.
В 1949 году Агустин Сапата Гольян с разрешения властей провинции начал археологические раскопки с целью поиска изначального местоположения города Санта-Фе. Им были обнаружены фундаменты церквей на местах, куда переносился город, останки первого губернатора, захороненные в одной из них, а также остатки фундаментов ряда административных зданий периода испанской колонизации. В 1957 году находящиеся в 1,5 км к югу от Каясты руины старого города были объявлены национальным историческим памятником.